# Neochaeta forsteri
Neochaeta forsteri är en ringmaskart som beskrevs av Lee 1959. Neochaeta forsteri ingår i släktet Neochaeta och familjen Acanthodrilidae. Inga underarter finns listade i Catalogue of Life.